# 最後はゴムバンド
最後はゴムバンド（さいごはごむばんど Operation:N.O.-P.O.W.U.H.）はカートゥーンネットワークで放映中の海外アニメKND ハチャメチャ大作戦のエピソードで、第3話Aパート。
米国では2002年12月13日に初出。日本初放送は2004年9月5日。
- 原作：Tom Warburton
- ストーリーボード：Kim Arndt

## あらすじ
ツリーハウスに襲来する敵たちをガラクタテクノロジーの武器を駆使して見事に倒すKNDだが、ナンバー2の使っていた「ゴムバンド製フード飛ばし器」だけが役立たずだと怒られる。しかしその直後ツリーハウスが停電に陥ってしまう。電力に頼った武器が使えなくなってしまった丁度その時、折り悪く子供たちにまずい食べ物を無理矢理食べさせようとするグランマ・スタファムがやってきた。

## 詳細
電力を利用したガラクタテクノロジーの武器を使って、ツリーハウスを攻撃してきた敵を退けていたKNDたち。しかし電力を使わないナンバー2の「ゴムバンド製フード飛ばし器」だけが何の役にも立たないことを、ナンバー1は叱責する。ツリーハウスでは大勢のハムスターが動かす発電機のおかげで無限に電力を得られるので、それを使わないのはナンセンスだと言うのだ。しかし突然ハムスターたちがナンバー3のせいでバカンスに行ってしまい、ツリーハウスは停電になってしまう。
その頃通りの向こうのおすましキッズの屋敷で、KNDを攻撃する刺客の採用面接が行われていた。役に立たないトイレットネーターが不採用になった後、グランマ・スタファムが現われる。グランマ・スタファムははじめおすましキッズにまずい料理を食べさせようとするが、おすましキッズは彼女をうまくそそのかしてKNDたちのいるツリーハウスへと向かわせることに何とか成功する。
暗闇に包まれたツリーハウスでは、メンバーが怖い話をしたり懐中電灯でチャンバラをしたりして遊んでいた。ナンバー1はそんな皆を叱りつけると、今の状況の危険さについて語る。電力が無いということはガラクタテクノロジーの武器も防御網も、何も使えなくなってしまうということなのだ。その危機感通り、ツリーハウスにグランマ・スタファムがやって来る。
グランマ・スタファムはKNDにまずくて体に良いものを食べさせようと気味悪く動くホウレンソウや骨付き肉、チーズなどを操って襲ってきた。必死に戦うものの武器が使えないために次々とやられてしまうメンバーたち。そんな中ナンバー2だけが持ち前の食欲を武器に敵たちをすごい勢いで平らげていく。そんな彼の食欲を危険に思った敵の芽キャベツによって、ナンバー2は部屋の外へと追い出されてしまう。
一方他の4人は無理矢理まずい食べ物を食べさせられて、すっかり腹が丸々と膨らんでしまっていた。しかしグランマ・スタファムの攻撃は留まるところを知らない。最後の力を振り絞って4人は号令と共に敵に特攻していくが、湧き続ける敵の勢いには勝てずついに食べ物に埋もれてしまった。
そこに武装して颯爽と現われたナンバー2。敵の中に単身飛び込んでいき、調味料や調理道具を駆使して敵の食べ物たちを食べ続けていく。すごい勢いで食欲を発揮していくナンバー2だが、グランマ・スタファムの猛攻についに胃袋に限界が訪れてしまう。そんなKNDにとどめを刺そうとグランマ・スタファムはデザートのゴリラパイを召喚しようとする。
しかし丁度休暇に行っていたハムスターたちが帰ってきて、残りの食べ物を全て平らげてくれた。追い詰められたグランマ・スタファムはよろよろと「ゴムバンド製フード飛ばし器」の上へ倒れこむ。それに気づいたナンバー2がレバーを引いてグランマ・スタファムを外へと弾き飛ばす。弾き飛ばされたグランマ・スタファムは再びおすましキッズの屋敷に落ちて、今度はおすましキッズに襲いかかる。こうして、ようやくナンバー2のゴムバンドが役に立ったのである。

## 主な登場人物
- ナンバー1
- ナンバー2
- ナンバー3
- ナンバー4
- ナンバー5
- 通りの向こうのおすましキッズ
- グランマ・スタファム
- 喋るレバーと玉ねぎ
- ハムスターたち
- けしからん青少年撲滅父母＆教師の会
- トイレットネーター

## 補足
ナンバー2中心のエピソード。